# Katsuyoshi Shinto
Katsuyoshi Shinto, född 15 september 1960 i Hiroshima prefektur, Japan, är en japansk tidigare fotbollsspelare.